# Heaven and Hell (1956)
Heaven and Hell is een essay uit 1956 geschreven door Aldous Huxley.
Huxley ontleende de titel aan William Blake's boek The Marriage of Heaven and Hell (1790). Het essay bediscussieert kunst, psychoactieve drugs en andere duidelijke en onduidelijke gebeurtenissen. Heaven and Hell refereert metaforisch aan wat er gebeurt als men de zintuigen 'oppoetst' zodat men ongehinderd de 'ware wereld' kan waarnemen.